# Xavier Coppolani
Xavier Coppolani, nascut l'1 de febrer de 1866 a Marignana (Còrsega) i mort el 12 de maig de 1905 a Tidjikdja (Mauritània), fou un administrador colonial francès, fundador del territori de la Mauritània i considerat com el « Pacificador de Mauritània».
El territori creat es va anomenar « Mauritània Occidental ». S'estenia des de la riba dreta del Sénégal, les regions entre Kayes i Tombouctú fins al cap Juby.

## Començaments
Fils d'un colon corse, Dominique, establert a Sidi Mérouane prop de Constantina, Xavier Coppolani passa la seva adolescència a Algèria i estudia a l'Escola Normal de Constantina.
Després d'haver fet petites feines en l'administració local, fou nomenat l'abril de 1889, secretari general del Municipi mixt de Oued Cherf. Allà, s'inicia en la psicologia musulmana, aprèn l'àrab i descobreix la influència de les confraries musulmanes. El 1893, publica una monografia sobre els Ammaria, confraria creada al començament del segle xix per Sidi Ammar ben Senna, sant home local.
Troba la via que va marcar la seva existència, destinada a influir la política indígena vacil·lant de França al Magreb. Escriu a l'atenció del dirigent mitjà d'Algèria: "En país musulmà, la paraula religió reemplaça la paraula pàtria. L'Islam és un. Totes les vegades que es toca sobre un punt qualsevol del territori on està implantat, els efectes es fan sentir per tot arreu on hi ha creients".
Adquireix una certa autoritat realçada pel seu nomenament al servei dels afers indígenes i del personal militar a Alger el 1896. Esdevé l'adjunt d'Octave Depont amb el qual emprèn un estudi sobre els confraries religioses musulmanes concretada per una obra publicada el setembre de 1898.

## Doctrina
Considera que l'expansió colonial no pot fer-se sense la comprensió de les cultures i costums locals per una bona entesa entre l'administració colonial i els pobles colonitzats. La idea nova de Xavier Coppolani és doncs de suscitar un acostament de la potència colonial als caps religiosos amb la finalitat d'arribar a amples fraccions de la població autòctona.
En 1901, fou l'autor del « Pla de pacificació» per les regions maures que fou adoptat pel govern francès. S 'inspira així de la pacificació de Madagascar per Joseph Gallieni
Fou anomenat «l'Encantador» perquè utilitzava el seu coneixement de les cultures àrabs i islàmiques amb la finalitat que l'expansió colonial es fes en el respecte de les cultures i de les creences i amb la finalitat que les tribus de Mauritània acceptessin una administració que conegués els seus costums.

## Carrera

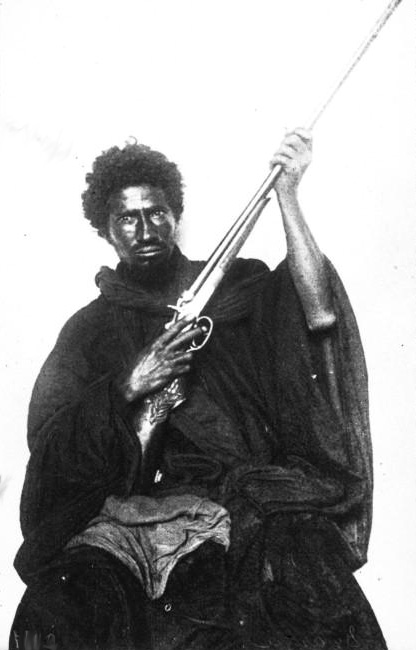
Hassan que va guiar a Coppolani a Trarza

Aplica la seva doctrina al Sudan Francès l'any 1898-1899, cridat pel general Edgard de Trentinian, llavors governador d'aquesta colònia francesa de l'oest africà. És la primera vegada que va posar en practica les seves idees fins aleshores teòriques.
Va sortir de Sant Louis, i va entrar en contacte de manera pacífica amb tribus maures del Hodh i de l'Azawad. "Fou ben acollit pels maures als que la seva elevada talla, la seva prestància, la seu amenitat, però sobretot el seu coneixement de la seva llengua i la seva religió, els imposava" anota Geneviève Desitjat-Vuillemin, la seva biografa. Obtindrà la lleialtat de diverses tribus, penetra a Tombuctú però fracassa davant Araouane.
Successivament nomenat a les direccions del servei dels afers musulmanes del ministeri de les colònies a continuació del servei especial dels afers maures al Senegal, va seguir la política exposada en el seu "Pla conjunt d'organització de les tribus maures" el 1901.
Amb Copollani, nomenat comandant de les regions maures (després Mauritània) sobre les que es va declarar el protectorat el 1903, es va efectuar-se la primera fase d'implantació francesa en les regions situades sobre el marge septentrional del riu Sénégal amb la implantació al Trarza l'any 1903, al Brakna l'any 1904 i al Tagant l'any 1905. Enviarà informes a Ernest Roume governador del AOF sobre la seva penetració pacífica.
El president Waldeck-Rousseau li va confiar la missió de crear a la part occidental del Sàhara un territori que fou nomenat Mauritània (1904). En serà doncs el fundador i l'administrador. Obtindrà de nou la confiança de certes tribus.
S'oposarà a Mauritània als tres emirs dels països esmentats i contra els seus tres principals marabuts :
- Cheikh Sidïa Baba, dels Oulad Biri, el principal marabut de la regió amb gran influència al Trarza, Brakna i Tagant;
- Cheikh Saad Bouh, segon marabut més important amb influència a la regió entre el Tagant i el Sénégal;
- Cheikh Ma al Ainin, germanastre de Cheikh Saad Bouh, cap de l'Adrar i del nord i del que fou el Sàhara Espanyol i el sud del Marroc.

Cheikh Ma al-Ainin va provocar de posar contra França als dos altres marabuts per aturar la seva expansió colonial, però aquestos van donar acabar donant suport a Coppolani. Com Faidherbe havia suggerit cinquanta anys abans, la clau de la pacificació de Mauritània es trobava a l'Adrar. Però el Cheikh Ma al-Ainin va preferir la via militar i va reconèixer la sobirania del sultà del Marroc sobre Mauritània (reivindicació que els reis de Marroc van mantenir durant gran part del segle XX).

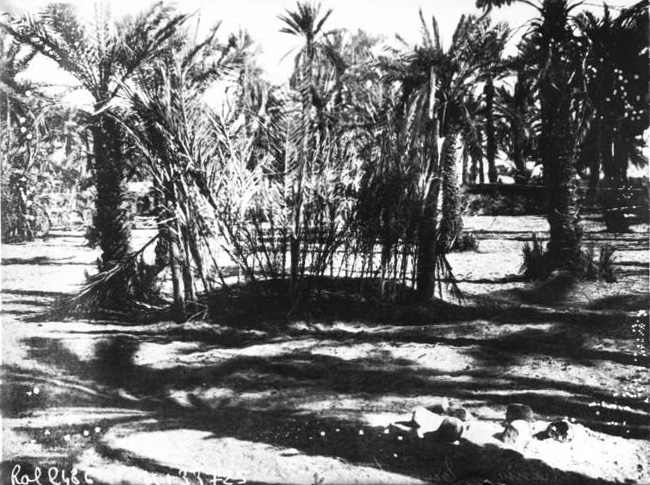
Tomba de Coppolani a Tidjikdja. El épitaphe escrita en àrab recorda que "Fou l'amic dels musulmans".

Mentre que Coppolani preparava una marxa cap a l'Adrar, els guerrers enviats pel Marroc units a la resistència local al Tagant va atacar Tidjika el 12 de maig de 1905 i el va matar sota la direcció de Sidi Seghir Ould Moulay Zein. Els rumors que algunes potències i els comerciants d'armes (i esclaus) deSaint Louis del Senegal estaven interessats en la seva mort per evitar la pacificació de Mauritània, no s'ha pogut comprovar. Va morir en els braços del seu millor amic Robert Randau amb el qual havia lluitat contra l'esclavatge al Sudan francès. Robert Randau relata aquests fets en una novel·la, Les Explorateurs (Sansot, 1911; Albin Michel, 1929) i en la seva biografia de Coppolani (Un Corse d'Algérie chez les hommes bleus: Xavier Coppolani le pacificateur, Alger, Imbert, 1939). La seva tomba es troba encara a Tidjikdja.
Cheikh Ma al-Ainin va continuar atraient altres marabuts gràcies a les promeses del Marroc. El 1908, el coronel Gouraud prendrà el comandament de les forces militars del territori maurità creat l'any 1904 i conquerirà l'Adrar i sotmetrà la resistència de Tagant i Brakna el 1909. Aquest serà el final de la doctrina de Coppolani.

## Publicacions
És coautor amb Octave Depont d'un llibre de referència : "Les confréries religieuses musulmanes", sota el patrocini de Jules Cambon, governador general de l'Algèria.
Per a ell no era pas l'Islam el que s'oposava a la colonització sinó la multitud de confraries que assimilava a sectes. Considerava que els marabuts eren « frares musulmans » intermediaris entre Déu i els fidels als que fanatitzaven. Coppolani pensava que era necessari reduir la seva influència per la paraula i no pel fusell. Ho va aconseguir al Sudan francès i va obtenir alguns bons resultats a Mauritània.
El seu informe a Ernest Roume es titula : Missió d'organització dels territoris del Tagant (novembre 1903, maig 1904).

## Homenatges pòstums i monuments

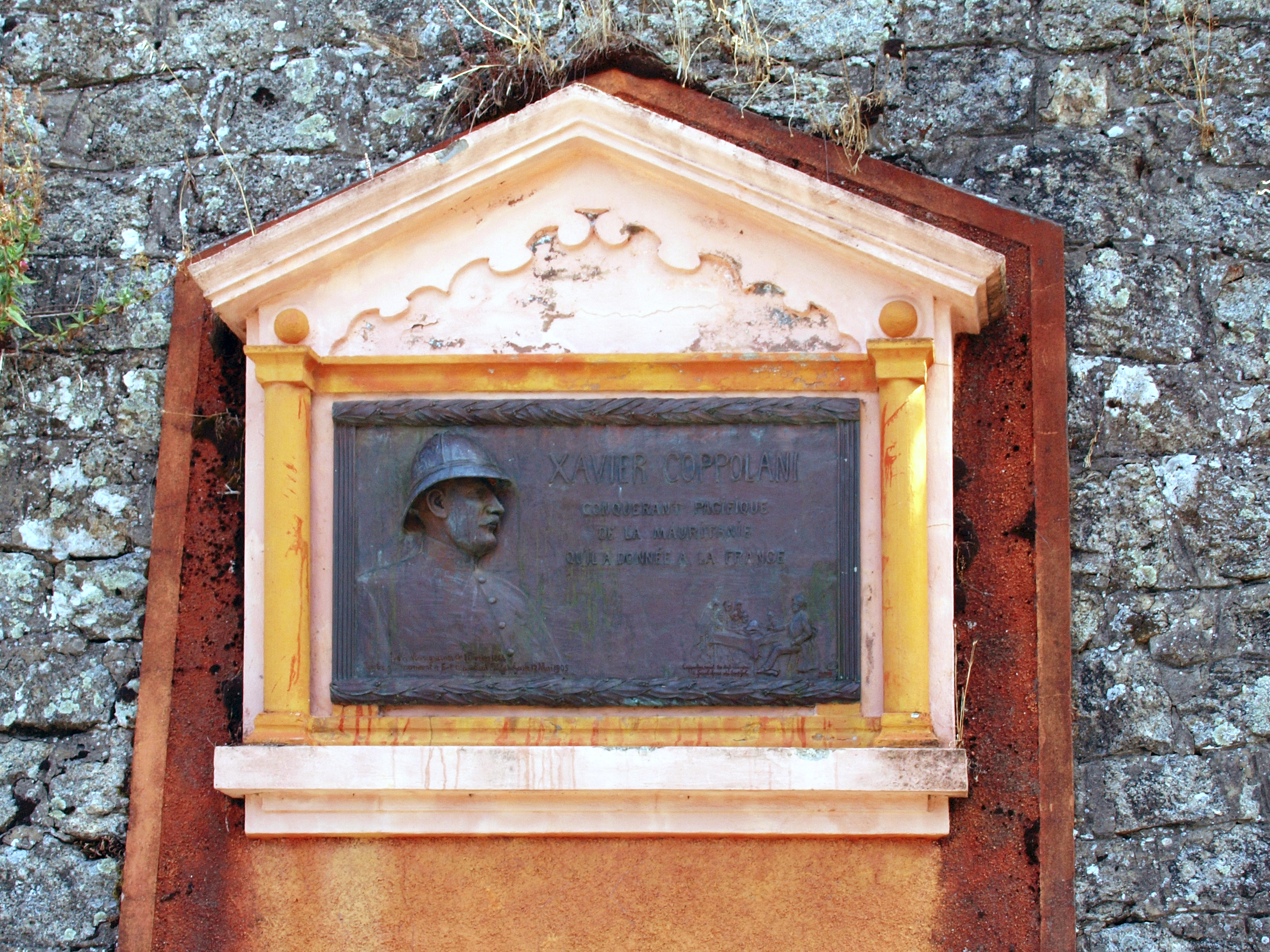
Mémorial Xavier Coppolani a Marignana

Un monument a l'honor de Xavier Coppolani ha estat erigit a Marignana el seu poble natal, al lloc dit A Pughjola.